# Шиитский век
Шиитский век — исторический термин, обозначающий период, когда шиитские правительства доминировали в исламском мире. Эта эпоха считается одним из золотых веков, ставшего свидетелем научного и культурного возрождения и литературного процветания.

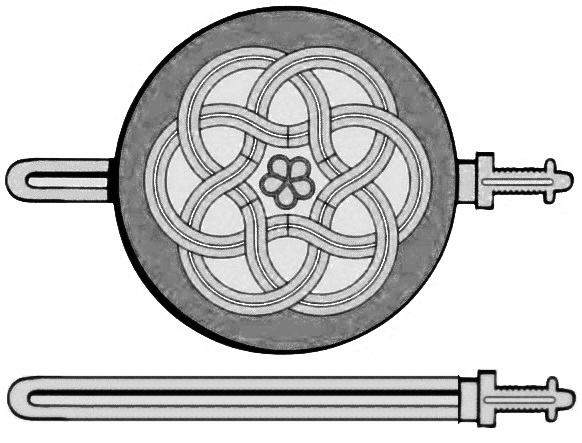
Меч Зульфикара со щитом и без него, рисунок эпохи Фатимидов меча имама Али бин Аби Талиба (мир ему) на Воротах Победы в старом городе Каира. Вообще Зульфикар – один из самых известных шиитских символов.

В эту эпоху возникли мощные и влиятельные шиитские правительства и династии, такие как государство Буидов, Фатимидский халифат, династия Хамданидов и другие королевства, которые смогли доминировать над всем исламским миром от Востока до Запада.
Эта эпоха закончилась появлением экстремистских суннитских группировок и вторжением сельджуков. В результате научное производство в исламском мире пришло в упадок, и солнце исламской цивилизации начало тускнеть.